# Poslanecký klub KDU-ČSL
Poslanecký klub KDU-ČSL pro 9. volební období Poslanecké sněmovny vznikl 12. října 2021. V současnosti ho tvoří 22 poslanců, z toho 4 ženy. Předsedou klubu byl na ustavující schůzi klubu zvolen bývalý předseda strany Marek Výborný, místopředsedy klubu se stali Vít Kaňkovský, Marie Jílková a Jiří Navrátil.
Dne 27. června 2023 byl novým předsedou poslaneckého klubu zvolen Aleš Dufek.

## Historie klubu
| Volební období | Počet členů | Předseda klubu                                                                                 | Předseda strany                                         |
| -------------- | ----------- | ---------------------------------------------------------------------------------------------- | ------------------------------------------------------- |
| 1993–1996      | 15          | Jan Kasal, Ludvík Motyčka, Miloslav Výborný                                                    | Josef Lux                                               |
| 1996–1998      | 18          | Josef Borák, Josef Janeček                                                                     | Josef Lux, Jan Kasal                                    |
| 1998–2002      | 20          | Jan Kasal, Josef Lux, Jan Kasal                                                                | Jan Kasal, Cyril Svoboda                                |
| 2002–2006      | 23          | Jaromír Talíř                                                                                  | Cyril Svoboda, Miroslav Kalousek                        |
| 2006–2010      | 13          | Jan Kasal, Miroslav Kalousek, Vlasta Parkanová, Michaela Šojdrová, Pavel Severa, Cyril Svoboda | Miroslav Kalousek, Jan Kasal, Jiří Čunek, Cyril Svoboda |
| 2010–2013      | 0           | strana nepřekročila pětiprocentní hranici                                                      | Michaela Šojdrová, Pavel Bělobrádek                     |
| 2013–2017      | 14          | Pavel Bělobrádek, Marian Jurečka, Jiří Mihola                                                  | Pavel Bělobrádek                                        |
| 2017–2021      | 10          | Jan Bartošek                                                                                   | Pavel Bělobrádek, Marek Výborný, Marian Jurečka         |
| 2021–2025      | 22-23       | Marek Výborný, Aleš Dufek                                                                      | Marian Jurečka, Marek Výborný                           |

## Složení poslaneckého klubu
Vedení klubu
| Funkce                 | Jméno a příjmení | Volební kraj         |
| ---------------------- | ---------------- | -------------------- |
| Předseda klubu         | Aleš Dufek       | Zlínský kraj         |
| Místopředseda klubu    | Vít Kaňkovský    | Kraj Vysočina        |
| Místopředsedkyně klubu | Marie Jílková    | Jihomoravský kraj    |
| Místopředseda klubu    | Jiří Navrátil    | Moravskoslezský kraj |

Členové klubu
| Jméno a příjmení    | Volební kraj         |
| ------------------- | -------------------- |
| Jan Bartošek        | Jihočeský kraj       |
| Pavel Bělobrádek    | Královéhradecký kraj |
| Romana Bělohlávková | Kraj Vysočina        |
| Ondřej Benešík      | Zlínský kraj         |
| Jiří Carbol         | Moravskoslezský kraj |
| Pavla Golasowská    | Moravskoslezský kraj |
| Šimon Heller        | Jihočeský kraj       |
| Jiří Horák          | Jihomoravský kraj    |
| Marian Jurečka      | Olomoucký kraj       |
| Michael Kohajda     | Olomoucký kraj       |
| Nina Nováková       | Středočeský kraj     |
| Hayato Okamura      | Hlavní město Praha   |
| Tom Philipp         | Hlavní město Praha   |
| Karel Smetana       | Olomoucký kraj       |
| Róbert Teleky       | Zlínský kraj         |
| Antonín Tesařík     | Jihomoravský kraj    |
| Marek Výborný       | Pardubický kraj      |
| Miroslav Zborovský  | Jihomoravský kraj    |